# Artur Bożyk
Artur Bożyk (ur. 14 kwietnia 1976 w Chełmie) – polski piłkarz, obrońca wychowanek Gwardii Chełm, wieloletni trener trzecioligowego klubu Chełmianka Chełm.

## Kariera zawodnicza
Po opuszczeniu macierzystego klubu, odszedł do innego chełmskiego klubu – Granicy. Po kolejnym sezonie trafił do Hetmana Zamość, w którym przez 5 sezonów występował w drugiej lidze. Latem 2002 trafił do innego klubu z Lubelszczyzny, walczącego o awans do ówczesnej pierwszej ligi Górnika Łęczna. Zespół awansował po zwycięskich barażach z Zagłębiem Lubin. Bożyk występując w Górniku przez kolejne 3 sezony zaliczył 49 występów w ekstraklasie. Na sezon 2006/2007 był wypożyczony do izraelskiego Hapoelu Bnei Sachnin. Po zakończeniu wypożyczenia wrócił do Polski, ale przez pół roku pozostawał bez klubu.
Zimą 2008 trafił do walczącego o awans do nowej pierwszej ligi Kolejarza Stróże. Po nieudanej próbie awansu odszedł z klubu, a latem podpisał kontrakt z Motorem Lublin. Przed sezonem 2009/2010 rozwiązał kontrakt z Motorem. 5 września 2009 związał się półrocznym kontraktem z Podlasiem Biała Podlaska. Od rundy wiosennej sezonu 2010/2011 zasilił szeregi III-ligowej ChKS Chełmianki Chełm, a po zakończeniu kariery z powodu kontuzji kolana został trenerem tego klubu.

## Kariera trenerska
W latach 2012–2019 pełnił funkcję trenera Chełmianki Chełm. W 2015, 2016, 2017 oraz 2019 wywalczył z zespołem Puchar Polski w województwie lubelskiem. Od stycznia do października 2020 był szkoleniowcem Orląt Radzyń Podlaski. Z tym zespołem również wywalczył wojewódzki Puchar Polski. W 2022 był trenerem drugiej drużyny Motoru Lublin, natomiast w latach 2022–2023 ponownie trenował Chełmiankę. W lipcu 2023 objął funkcję szkoleniowca Igrosu Krasnobród. W marcu 2025 przeszedł do kobiecej drużyny Górnika Łęczna.